# Мілководник болотяний
Мілководник болотяний, людвігія болотна (Ludwigia palustris)  — вид трав'янистих рослин родини онагрових (Liliaceae), поширений у Європі, Африці, Західній Азії, Північній Америці, півночі Південної Америки.

## Біоморфологічна характеристика

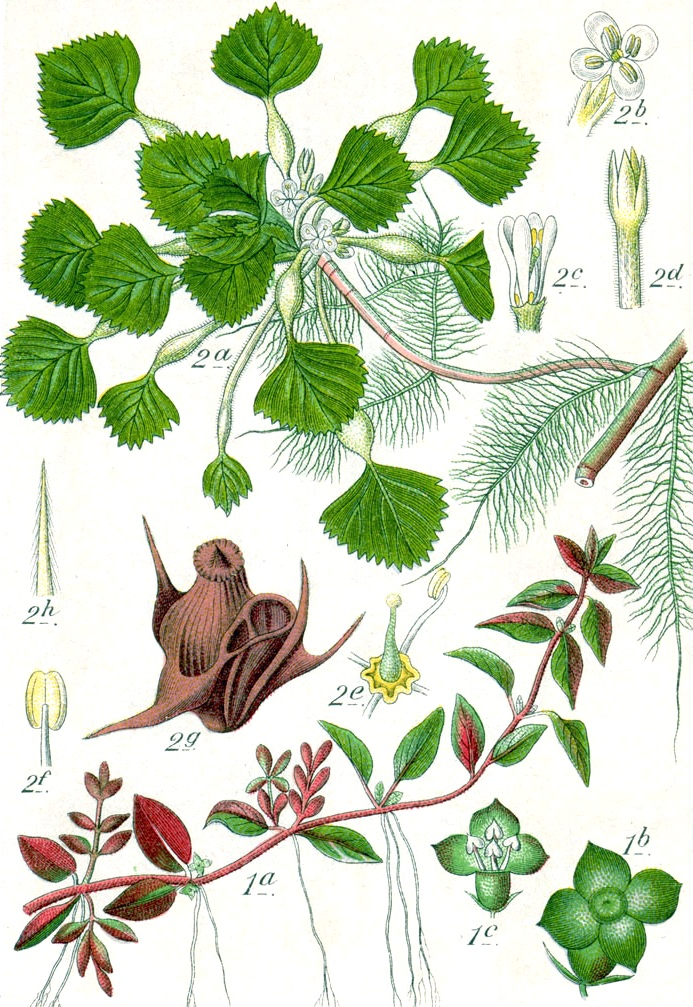
ілюстрація: 1. Ludwigia palustris (L.) Elliot

Від однорічної до багаторічної болотна рослина 5–50(70) см заввишки. Кореневище ниткоподібне й повзуче. Стебла голі, сланкі, тонкі, 4-гранні, часто вкорінюються у вузлах, червонуваті, іноді плавучі. Листки супротивні, на ніжках, товстуваті, блискучі, широко-ланцетні або яйцювато-еліптичні, з цілими краями, 6–40 × 3–18 мм. Квітки поодинокі, в пазухах листків, майже сидячі, з 2 приквітками. Чашолистків 4, зостаються при плодах, зелені, яйцювато-трикутні, гострі, завдовжки 1–2 мм. Пелюсток немає. Тичинок 4. Квітне у травні — серпні (вересні). Коробочка блідо-жовта але з 4 зеленуватими поздовжніми смугами, 4-гніздова, багатонасінна, зворотно-яйцювато-дзвоноподібна, 3–5 × 2–3.5 мм. Насіння гладеньке, блискуче, циліндричне, світло-коричневе, 0.7–0.9 × 0.3–0.4 мм. 2n=16.

## Поширення
Поширений у Європі, Африці, Західній Азії, Північній Америці, півночі Південної Америки; інтродукований до Австралії, Нової Зеландії, Гаваїв. Зростає як правило, у мезотрофних та евтрофних умовах у джерелах, струмках та болотах, часто в мілководних басейнах та дуже повільних постійних потоках.
В Україні вид зростає у стоячих і повільних водах, на болотах — у Закарпатті, рідко. У ЧКУ має статус «зниклий у природі».

## Використання
L. palustris іноді продається для посадки в ландшафтних та садових ставках.